# محمد بیرام خان‌خانان

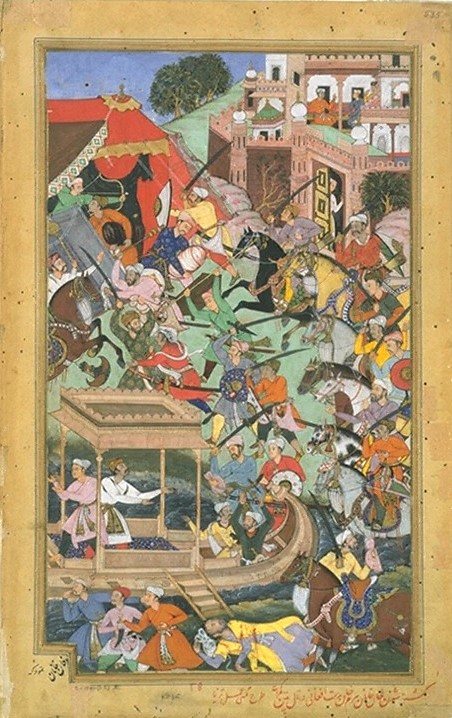
به قتل رسیدن بیرام خان‌خانان در پاتان گجرات در ۱۵۶۱ م، اکبرنامه

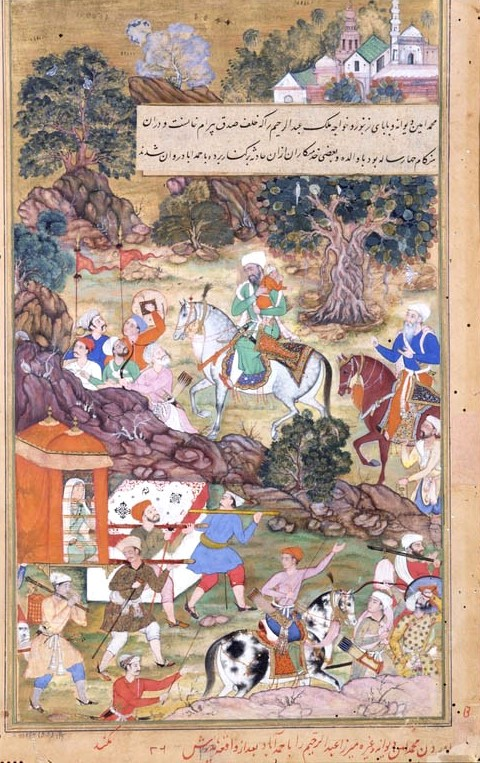
پس از به‌قتل رسیدن بیرام خان بیوه او و فرزندش عبدالرحیم خان‌خانان که در آن زمان چهارساله بود را نزد اکبرشاه به احمدآباد آوردند، اکبرنامه

محمد بیرام بدخشانی یا بیرام خان بهارلویی (به لهجه ترکی: بیرم خان باهارلی) ملقب به خان خانان (درگذشت ۹۶۸ ه‍. ق /۱۵۶۱ م) از امراء و وزرای معروف سلسله گورکانیان هند و پیشکار و قیم مورد اعتماد جلال الدین اکبر شاه بزرگترین امپراتور گورکانی هند بود که به‌طور جدی به تشویق شاعران و هنرمندان می‌پرداخت.

## تبار
محمد بیرام از ایل بزرگ قره قویونلو، تیره بهارلو  بود. او از نوادگان میر علی‌شکر بیگ بهارلو امیر و رئیس مشهور ایل بهارلو بوده‌است و نسب او به این ترتیب است: بیرم خان بهارلو ابن سیف علی بیگ ابن جانعلی بیگ ابن پیرعلی بیگ ابن علی شکر بیگ بهارلو.
پدر او و پدر بزرگش در خدمت ظهیرالدین بابر سرسلسله گورکانیان هند بودند پدر بیرام خان یعنی «سیف علی بیگ» از سوی بابر حکمران غزنه بود.

## خردسالی و نوجوانی

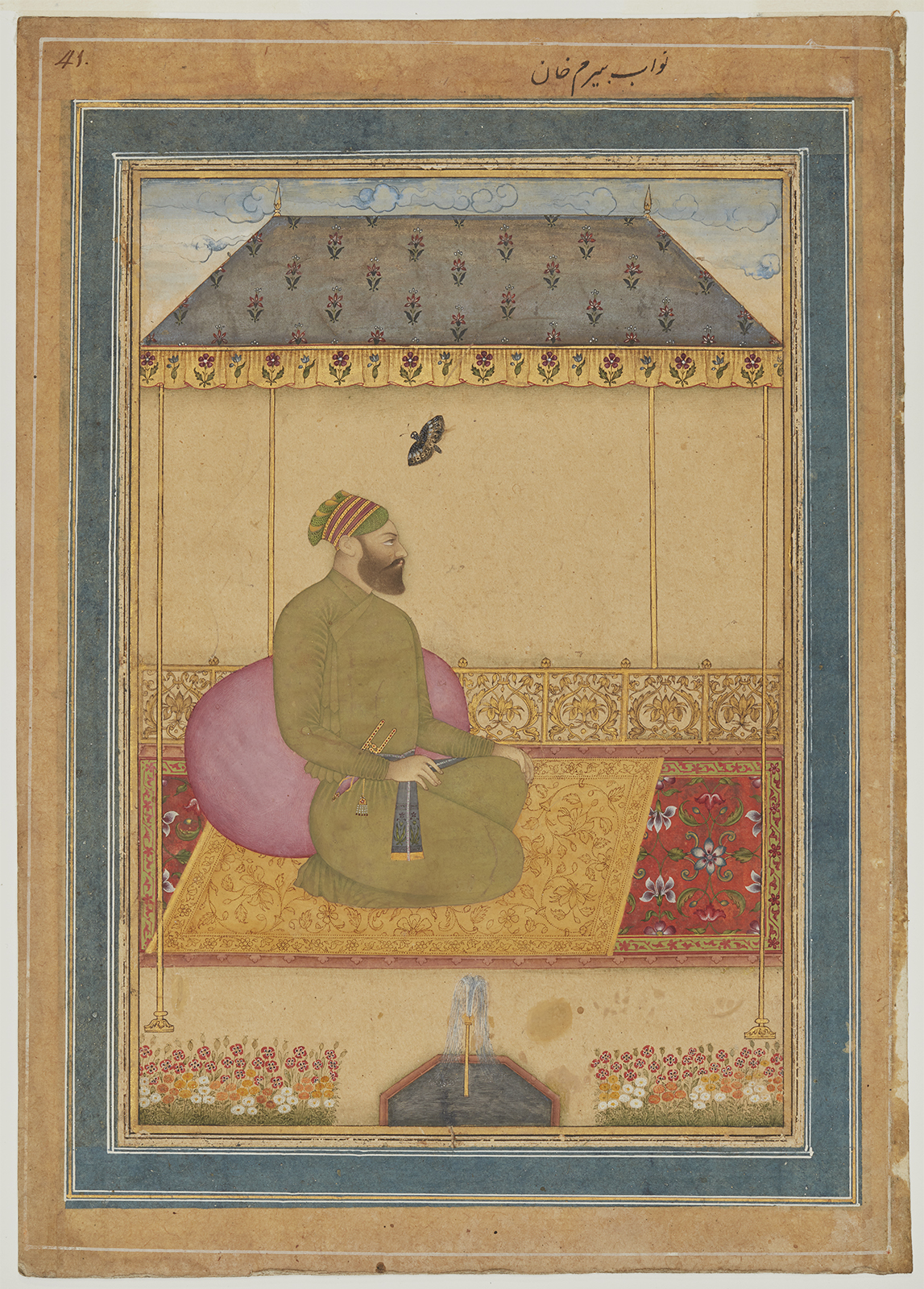
پرتره نواب بایرم خان (تاریخ حدوداً 1710 - 40)

محمد بیرام پسر «سیف علی بیگ» از طایفه بهارلو در حوالی غزنه یا بدخشان یا در بلخ متولد شد و در بلخ به تحصیل علم و ادب پرداخت و در این مسیر به کمالاتی رسید. وی در شانزده سالگی به خدمت همایون فرزند بابر درآمد و به سال ۹۳۷ ه‍. ق زمانی که همایون در ۲۴ سالگی به سلطنت رسید وی نزذیکترین دولتمرد و مقربترین رجال دربار او بود و علی‌رغم کم سن و سال بودنش از عهده مأموریت‌های جنگی با پیروزی و سربلندی برمی‌آمد.

## زندگی در ایران
زمانی که همایون در تبعید پانزده ساله در ایران روزگار می‌گذرانید، بیرام خان در رکاب او بود و به استقرار امپراتوری مغول تحت حکومت همایون و اعاده سلطنت او بسیار کوشید. پس از مدتی در ۹۵۲ ه‍. ق همایون با یاری شاه تهماسب صفوی به قندهار لشکر کشید و آنجا را تسخیر کرد و بیرام خان بهارلو را به حکومت آنجا منصوب نمود و پس از آن طی جنگ‌ها و نبردهای متعدد سراسر هند را تسخیر کرده و وارد دهلی شد. بیرام خان پس از بازگشت به هند مرتبهٔ سپهسالاری یافت.

## ازدواج
همایون که در یافته بود بدون حمایت خان‌ها، امپراتوری تضعیف شدهٔ گورکانی را نمی‌تواند ترمیم کند با دختر بزرگ جمال خان از مخالفان پدرش بابر ازدواج کرد و بیرام خان نیز دختر کوچک همان خاندان را گرفت.

## سپهسالاری
وقتی همایون در سال ۱۵۵۶ درگذشت بیرام خان، اکبر جوان را امپراتور خواند و اسباب جلوس او را بر اریکه سلطنت پدر فراهم آورد. پس از آنکه جلال‌الدین اکبر در سن ۱۴ سالگی جانشین پدر شد بیرام خان بهارلو مربی و راهنمای او بود و اکبر در کودکی بیرام خان را «آتام» به معنی «پدرم» صدا می‌کرد. در این ایام زمام امور سلطنت در دستان بیرام خان‌خانان بود و او به مدت چهار سال به عنوان نایب‌السلطنه عمل کرد.
بیرام خان‌خانان یک فرمانده نظامی تمام عیار و جنگجویی صف‌شکن بود. قابل توجه‌ترین نبرد او نبرد دوم پانی پت بود که بین اکبر و «هِمو» پادشاه هندو بود که آگرا و دهلی را در تصرف خود داشت و در نوامبر ۱۵۵۶ م در شمال هند درگرفت. شاه هندو صد هزار سوار و پانصد فیل جنگی و توپخانه‌ای نیرومند داشت. وقتی دو لشکر به هم رسیدند، توپخانه همو، سپاهیان جلال‌الدین اکبر را زیر آتش سنگین خود گرفت و فیل‌ها شروع به پیشروی کردند. اما بیرام دستور داد تا فیل‌ها را زیر آتش گرفته و تیرباران کنند؛ این تاکتیک تازه فوراً وضع میدان را به سود سپاه گورکانی تغییر داد و فیل‌های وحشت‌زده به عقب برگشته اردوی همو را برهم زدند و سپاهیان او را مجبور به فرار کردند. بعد از این پیروزی همه ثروت و ساز و برگ نظامی همو به دست بیرام خان افتاد و او برای اینکه به پادشاه نوجوان روحیه بدهد به دست خود همو را در حضور او گردن زد. سپس جلال‌الدین اکبر سوار بر اسب، همراه با سپاه گورکانی پیروزمندانه و با شکوه تمام وارد دهلی شد.
پس از این پیروزی بیرام خان بقایای نیروهای افغان را که در اجمیر و گوالیا و جونبپور بودند شکست داد و دوباره مرز امپراتوری گورکانی را تا رود گَنگ گسترش داد. اکبر نیز او را علاوه بر مقام «امیرالامراء» به رتبه «نیابت سلطنت» و «پیشکاری کل» (صدر اعظم) ممالک هندوستان ارتقاء داد و بیرام خان بهارلو نیز با کمال اخلاص و وفاداری تمام کوشش خود را در راستای استوار ساختن امپراتوری گورکانی به‌کار برد.
وی در ترغیب و تشویق شاعران و عالمانی که از ایران به هند می‌رفته‌اند گشاده‌دست بود و بدین سبب گروهی از سخنوران و هنرمندان در دوران قدرت و شوکت او از ایران به هند رفتند و در دستگاه حکومتی او به گرمی پذیرفته شدند.

## خلع از قدرت
بیرام در قلع و قمع مفسدان و مخالفان اکبر اهتمام بسیار نمود با این وجود روش خشن و مستبدانه او که مخالف مرام تساهل و تسامح اکبر بود و نفوذ دایه مقتدر اکبر ماهم انگا که زنی بسیار زیرک بود و توانست با حیله اکبر را علیه بیرام خان پر کرده، و عاقبت توانست بین بیرام و اکبر اختلاف پدیدآورد. اکبر او را در ۱۵۶۰ معزول کرد و خود با مشورت و راهنمایی های دایه اش ماهم انگه زمام امور را به‌دست گرفت، هر چند زمام قدرت تا دوسال در حقیقت در دستان ماهم بود ولی بعد مرگ او اکبر با کفایت و شجاعت کمال همه قدرت‌ها را تصرف کرد و چنان امپراتوری ایجاد کرد که در هند بی سابقه بود و به عنوان بزرگترین پادشاه تاریخ هند یاد شد.
در اوایل خلع بیرام اتفاقات ناخوشایندی رخ داد، اکبر به او امر کرده بود، که به زیارت حج برود. اما بیرم خان به سوی پنجاب و کوه‌های سوالک رفته و در آنجا علم استقلال برافراشت. امپراتور اکبر نیز به سوی او لشکر کشید و بر پیشکار سابق خود پیروز شد. با این وجود به خاطر خدمات بیرام، اکبر او را اکرام و نوازش بسیار کرد.

## به‌قتل رسیدن
بیرام خان‌خانان از امپراتور اکبر اجازه سفر به حجاز گرفت و به قصد حج به سمت مکه حرکت کرد اما قبل از عزیمت در پاتان گجرات، به دست یک افغانی پشتون به‌نام «مبارک خان لودی» که پدرش را پنج سال پیش در جنگی با سپاهیان بیرام از دست داده بود، در ۱۴ جمادی‌الاولی ۹۶۸ ه‍. ق ناجوانمردانه ترور و کشته شد.
جنازه بیرام خان با شکوه تمام به دهلی برده و چندی در جوار بقعه خواجه نظام الدین اولیا به امانت گذاردند و در سپس بر اساس وصیتش استخوان‌هایش را در سال ۹۷۱ ه‍. ق به مشهد منتقل کردند و در کنار حرم امام رضا به خاک سپردند.

## بازماندگان
پس از آنکه بیرام خان‌خانان در ۱۵۶۱ م ناجوانمردانه به‌قتل رسید همسر او سلیمه سلطان بیگم  و فرزندش عبدالرحیم خان‌خانان که در آن زمان چهارساله بود را به احمدآباد و از آنجا به دهلی آوردند و به دربار اکبر سپردند. اکبر شاه، با همسر بیرام خان ازدواج کرد و ناپسری خود عبدالرحیم را تحت حمایت و تربیت خود درآورد. عبدالرحیم خان‌خانان در دربار اکبر مدارج عالی یافت و در حمایت از هنرمندان گوی سبقت را از پدر ربود.
هم اکنون به یاد و نام بیرم خان بهارلو در دهلی نو، پایتخت کشور هند، دروازه‌ای به نام «تورکمن دروازه» وجود دارد.

## شاعری
بیرام خان بهارلو علاوه براینکه در زمینه سیاست و سپاهیگری دولتمردی برجسته و سپهسالاری صف‌شکن بود در زمینه علم و ادب نیز دانشمندی عالی مقام و شاعری توانا به‌شمار می‌رود. او به زبان مادریش ترکی عشق می‌ورزید. دیوان اشعار ترکی او در سال ۱۹۷۰ م برای نخستین بار، تحت عنوان منتخبات، در عشق آباد، پایتخت جمهوری ترکمنستان به چاپ رسید. دیوان فارسی او به سال ۱۹۱۰ م در کلکته هند توسط محقق انگلیسی «اینوس روس» منتشر گردید.
بیرام آیین تشیع داشت و از قریحه شاعری نیز بهره‌مند بود و به‌نام خود تخلص می‌کرد. دیوان شعرش در دست است و اشعاری به فارسی و ترکی سروده‌است. گذشته از این مجموعه‌ای به‌نام «دخلیّه» از او شهرت داشت که متضمّن تصرّفات او در شعر بعضی از گویندگان به قصد بهتر ساختن لفظ‌ها یا مضمون‌های آن‌ها بود.
این اشعار از او است:
| ای کوی تو کعبهٔ سعادت ما را |  | وی روی تو قبلهٔ عبادت ما را   |
| خوش آنکه به جذبهٔ عنایت‌سازی |  | وارسته زقید رسم و عادت ما را |

| ای واقف اسرار نهان همه کس  |  | وی در همه حال رازدان همه کس |
| بی‌یاد تو من نیم زمانی هرگز |  | ای ذکر تو بر سر زبان همه کس |

| ای در دلم از هر خم زلفت بندی   |  | هر بندی را به جان من پیوندی   |
| در هرچه نظر کنیم مانند تو نیست |  | مانند تو کس نیست، تو بی‌مانندی |

| حرفی ننوشتی دل ما شاد نکردی     |  | ما را به زبان قلمی یاد نکردی |
| آباد شد از لطف تو صد خانهٔ ویران |  | ویرانهٔ ما بود که آباد نکردی  |